# V644 Возничего
V644 Возничего (лат. V644 Aurigae) — двойная затменная переменная звезда типа Алголя (EA) в созвездии Возничего на расстоянии приблизительно 1448 световых лет (около 444 парсеков) от Солнца. Видимая звёздная величина звезды — от +11,53m до +11,22m. Орбитальный период — около 0,7805 суток (18,731 часов).

## Характеристики
Первый компонент — жёлто-белая звезда спектрального класса F3. Радиус — около 2,11 солнечных, светимость — около 5,846 солнечных. Эффективная температура — около 6185 K.